# Wilhelm Blasius
August Wilhelm Heinrich Blasius (5 luglio 1845 – 31 maggio 1912) è stato un ornitologo tedesco.

## Biografia
Blasius apparteneva ad una famiglia di scienziati: sia il padre, Johann Heinrich Blasius, che il fratello, Rudolf Heinrich Paul Blasius (1842-1907), furono celebri ornitologi.
Nel 1870 divenne direttore del Museo di Brunswick e nell'anno seguente venne eletto professore di zoologia e botanica alla Technische Hochschule Herzogliche.
| Blasius è l'abbreviazione standard utilizzata per le specie animali descritte da Wilhelm Blasius. Categoria:Taxa classificati da Wilhelm Blasius |